# 達夫·麥卡根
達夫·麥卡根（英語：Duff McKagan，1964年2月5日—），全名麥可·安德魯·麥卡根（Michael Andrew McKagan），是一名美國多樂器演奏家、歌手、作曲家和作家。他在硬式搖滾樂隊槍與玫瑰中擔任12年的貝斯手，在1980年代末和1990年代初，他與該樂隊一起取得了世界性的成功。麥卡根在樂隊入選搖滾名人堂後，在2016年重新加入樂隊。
在他和槍與玫瑰樂隊的第一次任期結束時，麥卡根發行了一張個人專輯《Believe in Me》（1993年），並組建短命的超級樂團Neurotic Outsiders。1997年離開槍與玫瑰後，麥卡根短暫地與他成名前的西雅圖龐克樂隊10 Minute Warning重新組合，然後組建仍然活躍的硬搖滾樂隊Loaded，他在其中擔任主唱和節奏吉他。2002年至2008年，他與前槍與玫瑰樂隊成員史萊許和馬特·索朗姆在超級樂團絲絨左輪中擔任貝斯手。2006年，他與愛麗絲囚徒樂隊短暫合作，2010年與珍的沉溺樂隊合作，2016年加入超級樂團好萊塢吸血鬼。他還與同為西雅圖本地的音樂家麥克·麥克里迪（珍珠果醬吉他手）和巴瑞特·馬丁（原狂吼的樹）合作幾個短暫的項目，包括Walking Papers和Levee Walkers。
除了音樂生涯，麥卡根曾建立自己的作家身份。他每週為《西雅圖週刊》、《花花公子》和《ESPN》撰寫關於各種主題的專欄。此前他是一名高中輟學生，在21世紀初就讀於西雅圖大學阿爾伯斯商業和經濟學院，隨後創辦財富管理公司Meridian Rock Headed by McKagan and British investor Andy Bottomley, the firm aims to educate musicians about their finances.。

## 延伸閱讀
- Berelian, Essi. . Rough Guides. 2005. ISBN 978-1-84353-415-0.
- Canter, Marc. . Shoot Hip Press. 2007. ISBN 978-0-979-34187-8.
- Davis, Stephen. . Gotham Books. 2008. ISBN 978-1-592-40377-6.
- Slash; Bozza, Anthony. . HarperCollins. 2007. ISBN 978-0-007-25775-1.

## 外部連結
- Duff McKagan's column on ESPN.com （页面存档备份，存于）
- "Duff McKagan —Wikipedia: Fact or Fiction?" （页面存档备份，存于） Loudwire, June 3, 2015. —Video.
- What We Live For A true story on The Moth as told by Duff McKagan